# Eucereon sordidescens
Eucereon sordidescens är en fjärilsart som beskrevs av Rothschild 1912. Eucereon sordidescens ingår i släktet Eucereon och familjen björnspinnare. Inga underarter finns listade i Catalogue of Life.